# Cratere de Lalande
de Lalande  è un cratere sulla superficie di Venere. È chiamato così in onore dell'astronoma francese Marie-Jeanne Amélie Harlay, coniugata Lefrançois de Lalande.